# It Would Be So Nice
Singles de Pink Floyd
Apples and Oranges / Paintbox
(1967) Point Me at the Sky / Careful with That Axe, Eugene
(1968)
It Would Be So Nice est une chanson du groupe Pink Floyd écrite par Rick Wright, sortie en single en 1968, puis rééditée dans les compilations Masters of Rock et The Early Singles. 
Le single original existe en deux versions légèrement différentes. Les paroles de la première version mentionnaient le journal britannique Evening Standard, mais la politique anti-publicité de BBC était si stricte qu'elle interdisait toute mention de quelque produit que ce soit. Le groupe dut dépenser 300 livres supplémentaires pour réenregistrer la chanson spécialement pour la BBC, où le Evening Standard est remplacé par le Daily Standard. C'est cette version qui a depuis été rééditée en LP, puis en CD. Cet événement valut un peu de publicité au groupe, mais la chanson fut cependant largement ignorée.
Dans The Dark Side of the Moon: The Making of the Pink Floyd Masterpiece, John Harris écrit sur cette chanson : « Le  premier morceau à la suite du départ de Syd Barrett a été cette chanson d'un insolite presque insupportable, un single dont l'atmosphère légèrement pop psychédélique s'est transformée en non-événement et s'est traduite par une absence des hit-parades." Comme Roger Waters s'en souvint par la suite, « personne ne l'a entendue parce que c'était une chanson vraiment nulle ». Les efforts de Waters en termes de composition n'étaient cependant guère plus prometteurs. Julia Dream, la face B du single, cristallisait à peu près les mêmes problèmes. 

## Personnel
- Rick Wright – chant,, orgue, piano de bastringue, Mellotron, flûte à bec
- David Gilmour – guitares acoustique et électrique, chœurs
- Roger Waters – basse, chœurs
- Nick Mason – batterie

## Source
- (en) Cet article est partiellement ou en totalité issu de l’article de Wikipédia en anglais intitulé « It Would Be So Nice » (voir la liste des auteurs).